# ساتورو نودا
ساتورو نودا (انگلیسی: Satoru Noda؛ زادهٔ ۱۹ مارس ۱۹۶۹) بازیکن فوتبال اهل ژاپن است.
از باشگاه‌هایی که در آن بازی کرده‌است می‌توان به باشگاه فوتبال یوکوهاما مارینوس و باشگاه فوتبال آویسپا فوکوئوکا اشاره کرد.
وی همچنین در تیم ملی فوتبال تیم ملی فوتسال ژاپن بازی کرده‌است.